# Júdži Nakazawa
Júdži Nakazawa (* 25. února 1978) je japonský fotbalista.

## Reprezentace
Júdži Nakazawa odehrál 110 reprezentačních utkání. S japonskou reprezentací se zúčastnil Mistrovství světa 2006, 2010.

## Statistiky
| Japonsko | Japonsko | Japonsko |
| Roky     | Záp.     | Góly     |
| -------- | -------- | -------- |
| 1999     | 1        | 0        |
| 2000     | 6        | 2        |
| 2001     | 2        | 0        |
| 2002     | 1        | 0        |
| 2003     | 4        | 0        |
| 2004     | 15       | 5        |
| 2005     | 12       | 1        |
| 2006     | 12       | 1        |
| 2007     | 13       | 2        |
| 2008     | 16       | 4        |
| 2009     | 14       | 2        |
| 2010     | 14       | 0        |
| Celkem   | 110      | 17       |